# Кизилшилік (Каркаралінський район)
Кизилшилі́к (каз. Қызылшілік) — село у складі Каркаралінського району Карагандинської області Казахстану. Входить до складу Шариктинського сільського округу.
Населення — 105 осіб (2021; 193 у 2009, 290 у 1999, 291 у 1989).
Національний склад станом на 1989 рік:
- казахи — 100 %.